# 绥中县
绥中县位于中国辽宁省西南部，是葫芦岛市下辖的一个县，有“关外第一县”的称号。縣人民政府駐綏中鎮中央路1段12號。

## 历史
绥中古称杏林堡，明宣德三年（1428年），改为广宁前屯卫，中后千户所。清初改为中后所，光绪28年（1902）建县后改称绥中。“绥”是安定平静之意，“中”是截取中后所首字，绥中合并起来为永久安定的中后所。 
清光绪二十六年(1900年)八月八日，沙俄军队乘火车侵占中前所、前屯卫、中后所等地。建昌义和团大大王、二大王等人接踵而起，曾与本地义和团合作，捣毁了美国美以美会设在前屯卫的耶稣教堂。清廷勒令地方官平息“叛逆”，赔偿教堂损失，保护洋人传教。
在重重的压力之下，宁远州知州赵臣翼向盛京将军提出呈请：“因地方辽阔，鞭长莫及，虽有旗民官长，莫如贼何。”要求增县设治。盛京将军增祺接文上奏：“拟奉省应行建治，添官节略”。“锦州府宁远州，西据山海关，北据热河，南滨海，其地绵亘二百余里。拟于适中之中后所地方添设一县，名曰绥中县。光绪二十八年(1902年)六月，清廷批准分县设治，绥中县衙门设在西门里路北。
2010年12月10日，脱离葫芦岛市直接管理，由省里代管，在行政和土地属于葫芦岛市的基础不变的前提下，享受"市级特权城市"制度。更为市级县，厅级县，省管县制度，财政和经济制度直接管理归属辽宁省政府。

## 行政区划
绥中县下辖14个镇、5个乡、6个民族乡：
绥中镇、西甸子镇、宽邦镇、大王庙满族镇、万家镇、前所镇、高岭镇、前卫镇、荒地满族镇、塔山屯镇、高台镇、王宝镇、沙河镇、小庄子镇、西平坡满族乡、葛家满族乡、高甸子满族乡、范家满族乡、明水满族乡、秋子沟乡、加碑岩乡、永安堡乡、李家堡乡、网户满族乡、城郊乡、大台山果树农场和前所果树农场。

## 人口
根據第七次人口普查數據，截至2020年11月1日零時，綏中縣常住人口為545963人。

## 交通
- 公路： 102国道过境，  306国道0公里起点。
- 铁路：沈山铁路绥中站，京哈铁路（秦沈客运专线）绥中北站、东戴河站。

## 经济

### 绥中滨海经济区
绥中滨海经济区是辽宁沿海经济带的起点，规划面积100平方公里。2008年3月28日，绥中滨海经济区被省政府纳入“五点一线”重点支持区域，享受各项优惠政策。2008年10月25日，陈政高省长把滨海经济区建设方向定位为“海岸中关村、生态新城区”，全力打造以高新技术产业为支撑，集旅游、休闲于一体的现代化生态宜居新城。绥中滨海经济区共分四个功能区域：西部的辽宁（万家）数字技术产业基地重点发展电子信息、新能源与新材料等高新技术产业；中部城市中心区重点发展文化、教育、商贸及行政办公；东部高岭工业园区重点发展先进制造业；沿海地区重点发展滨海旅游业。随着《辽宁沿海经济带发展规划》上升为国家战略，绥中滨海经济区以其诸多优势成为环渤海区域最具投资潜力的热土。

## 名胜古迹
- 九门口
- 姜女石遗址